# Духовно-нравственное воспитание
Духо́вно-нра́вственное образование — воспитание духовно-нравственного человека.
В системе образования целенаправленный процесс взаимодействия педагогов и воспитанников, направленный на формирование гармоничной личности, на развитие её ценностно-смысловой сферы, посредством сообщения ей духовно-нравственных и базовых национальных ценностей. Под «духовно-нравственными ценностями» понимаются основополагающие в отношениях людей друг к другу, к семье и обществу принципы и нормы, основанные на критериях добра и зла, лжи и истины.

## Духовная составляющая
Понятие «духовность» не имеет единого толкования и различные мыслители определяли его по-разному.
Применительно к духовно-нравственному воспитанию выделяют следующие высшие духовные ценности:
1. индивидуально-личностные (жизнь человека, права ребёнка, честь, достоинство);
2. семейные (отчий дом, родители, семейный лад, родословная семьи, её традиции);
3. национальные (образ жизни, поведения, общения; Родина, святыни страны, национальная геральдика, родной язык, родная земля, народная культура, единство нации);
4. общечеловеческие (биосфера как среда обитания человека, экологическая культура, мировая наука и культура, мир на Земле и так далее).

## Объекты воспитания
По словам учёного В. И. Павлова, духовно-нравственное воспитание личности направлено на формирования её:
- нравственных чувств — совести, долга, веры, ответственности, гражданственности, патриотизма;
- нравственного облика — терпения, милосердия, кротости, незлобивости;
- нравственной позиции — способности к различению добра и зла, проявлению самоотверженной любви, готовности к преодолению жизненных испытаний;
- нравственного поведения — готовности служения людям и Отечеству, проявления духовной рассудительности, послушания, доброй воли.